# フーズフーズ
フーズフーズ (Foodsfoods) は、ナムコ（後のバンダイナムコゲームス）から発売された野球ゲーム・ファミスタシリーズの一部タイトルに登場する架空の野球チームである。

## 概要
1986年に発売されたシリーズ第1作『プロ野球ファミリースタジアム』ではROMの容量の問題で、日本プロ野球（日本野球機構）パ・リーグのうち、親会社が食品メーカーであったロッテオリオンズ（後の千葉ロッテマリーンズ）と日本ハムファイターズ（後の北海道日本ハムファイターズ）を統合、連合チーム・フーズフーズとした。説明書における紹介は「関東食品連合」。略称はFチーム（日本ハムと同じ）。
翌1987年登場の『プロ野球ファミリースタジアム'87』（以下『'87』）や1988年5月発売のPCエンジン版『プロ野球ワールドスタジアム』（ワースタ）でも引き続き連合チームとして登場。なお、『'87』のデモ画面にはロッテをモデルにしたオリエンツ（Oチーム）が登場するが、プレイヤーが使用・対戦することは出来なかった。また、PCエンジン版ワースタでは特定のパスワードを入力すると隠しチームとしてオリエンツが登場した。ワースタ版のオリエンツは選手のグラフィックが全身白一色のシルエット状になっているため、一部の資料では「白チーム」とも呼ばれる。
一方、同年3月稼働開始のアーケード版ワースタで両チームはファイアーズ・オリエンツとして独立しており、同年12月発売の『プロ野球ファミリースタジアム'88』（以下『'88』）で家庭用版でも両チームは独立し、もう一つの連合チーム・レイルウェイズと共に廃止された。

### ファミスタDSにおける復活
その後、2005年4月発売の『ベースボールライブ2005』において、オリジナルチーム作成用データ（チーム名・ロゴマーク・ユニフォーム）としてナムコスターズ・レイルウェイズとともに復活。翌2006年からの『プロ野球 熱スタ』『プロ野球 ファミスタオンライン』各シリーズにも同様に登場した。
そして、2007年発売の『プロ野球 ファミスタDS』において19年ぶりにチームとして復活。チームの構成が一新されたDS版レイルウェイズと異なり、オリジナルと同じロッテと日本ハムの混成チームである（但し、日本ハムは東京都から北海道に本拠地を移転しているため「“関東”食品連合」の定義は揺らいでいる）。略称はFdチーム。
なお、ファミスタDSではオリジナルと違いフーズフーズとは別に千葉ロッテマリーンズと北海道日本ハムファイターズ（いずれも実名）が単独チームとして存在しており、フーズフーズはドリームリーグのイベント戦限定チームとなっている。

## 備考
ファミコン版の第1作と'87及びPCエンジン版ワースタと、DS版の両方で登録された選手はいない。
ファミスタで『'88』においてフーズフーズが解消された後、1989年にカプコンがアーケードでリリースした『CAPCOMベースボール 助っ人外人大暴れ!』に登場するチームの一つ、オールイースタン（AE）はフーズフーズと同じ組み合わせの連合チームである。ユニフォームも赤紫とピンク色を組み合わせた配色であり、フーズフーズと類似している。また、同作にはレイルウェイズと同じ組み合わせの連合チーム・オールウエスタン（AW）も登場する。

## エピソード
フーズフーズ誕生前の1973年シーズンオフの再編問題時の際、日拓ホームフライヤーズ（親会社の日拓ホームは不動産会社）のオーナー・西村昭孝がロッテオリオンズに合併を持ちかけたが、この合併は永田雅一（1969年から1970年までのロッテオリオンズのオーナー）とロッテオリオンズのオーナー・重光武雄の合併否定によって実現しなかった。
結局、日拓ホームは球団を食品メーカーの日本ハムに売却し、日本ハムファイターズとなった。